# Jacques Teugels
Jacques Teugels (Elsene, 3 augustus 1946 – Schepdaal, 28 september 2024) was een Belgisch voetballer. Hij speelde onder meer voor RSC Anderlecht, Union Sint-Gillis en RWDM. De aanvaller speelde ook 13 keer voor de Rode Duivels.

## Clubs
Jacques Teugels werd op 3 augustus 1946 geboren en sloot zich op 10-jarige leeftijd aan bij de jeugdreeksen van voetbalclub Sporting Club Elsene. Na nog geen twee jaar maakte de jonge spits de overstap naar een andere Brusselse club: RSC Anderlecht. Tot 1966 bleef hij in de jeugdafdeling van Anderlecht voetballen alvorens zijn debuut te maken in het A-elftal.
Teugels was 20 jaar toen hij bij het A-elftal hoorde. In zijn eerste seizoen speelde hij geen enkele wedstrijd in de competitie maar stond hij wel één keer in de basis in de Beker van België. Een seizoen later hoopte hij op wat meer speelkansen, maar hij moest nog steeds opboksen tegen grote namen zoals Jan Mulder, Paul Van Himst, Johan De Vrindt en Wilfried Puis. Uiteindelijk zou Teugels acht wedstrijden spelen, waarvan vijf als titularis. Hij scoorde in die acht wedstrijden vier keer. Op het einde van het seizoen zag hij hoe RSC Anderlecht de landstitel won.
Ondanks het succes dat Anderlecht boekte, besloot Teugels om andere oorden op te zoeken. De spits bleef in Brussel en maakte de transfer naar Union Royale Saint-Gilloise. Daar ontpopte hij zich tot een vaste waarde in de aanval. Tot 1971 zou hij de kleuren van Union verdedigen alvorens over te stappen naar Racing White. Daar werd hij ook een vaste waarde en viel hij op als goalgetter. In het seizoen 1971-'72 eindigde hij samen met Jan Mulder en Rob Rensenbrink op de tweede plaats in de topschutterslijst.
In 1973 fusioneerde Racing White met Daring Molenbeek tot  RWDM. Er kwam heel wat veranderingen in de ploeg en Teugels scoorde, ondanks 27 wedstrijden dat seizoen, geen enkele keer in de competitie. Een jaar later werd hij samen met Maurice Martens en Johan Boskamp een van de leiders van RWDM dat op het einde van het seizoen landskampioen werd. Teugels scoorde 19 keer in 1974-'75.
In 1977 verliet Teugels de club en trok hij naar het Waalse La Louvière.
De toen 31-jarige spits speelde er twee seizoenen. In 1979 zette hij een punt achter zijn loopbaan als profvoetballer.

## Nationale ploeg
Teugels werd 13 keer geselecteerd voor de nationale ploeg van België. Hij scoorde in zijn interlands één keer. In 1972, na een sterk seizoen bij Racing White, mocht hij van bondscoach Raymond Goethals mee naar het EK '72 in België. De Rode Duivels zouden uiteindelijk derde worden op dat toernooi.

## Palmares

### Speler
RSC Anderlecht
- Eerste Klasse: 1966–67, 1967–68
- Toulon Espoirs-toernooi: 1967

#### RWD Molenbeek
- Eerste Klasse: 1974–75
- Trofee Jules Pappaert: 1975
- Amsterdam Tournament: 1975

### Rode Duivels
- UEFA Europees Kampioenschap: Derde plaats: 1972

Piot ·
Sanders ·
Dolmans ·
Heylens ·
Martens ·
Thissen ·
Van Binst ·
Semmeling ·
Thio ·
Vandendaele ·
J. Verheyen ·
Dockx ·
F. Janssens ·
Plessers ·
R. Verheyen ·
Lambert ·
Polleunis ·
Teugels ·
Van Himst  ·
Coach: Goethals
Assistent-trainer: Labeau